# لوگن کریک (نوادا)
لوگن کریک (به انگلیسی: Logan Creek) یک منطقهٔ مسکونی در ایالات متحده آمریکا است که در نوادا واقع شده‌است. لوگن کریک ۴٫۷ کیلومتر مربع مساحت و ۲۶ نفر جمعیت دارد و ۱٬۹۴۴٫۶۵ متر بالاتر از سطح دریا واقع شده‌است.